# Cantón de Condom
El cantón de Condom era una división administrativa francesa, que estaba situada en el departamento de Gers y la región de Mediodía-Pirineos.

## Composición
El cantón estaba formado por trece comunas:
- Beaumont
- Béraut
- Blaziert
- Cassaigne
- Castelnau-sur-l'Auvignon
- Caussens
- Condom
- Gazaupouy
- Larressingle
- La Romieu
- Ligardes
- Mansencôme
- Mouchan

## Supresión del cantón de Condom
En aplicación del Decreto nº 2014-254 de 26 de febrero de 2014, el cantón de Condom fue suprimido el 22 de marzo de 2015 y sus 13 comunas pasaron a formar parte; cinco del nuevo cantón de Armañac-Ténarèze, cinco del nuevo cantón de Baïse-Armañac y tres del nuevo cantón de Lectoure-Lomagne.